# Mogues
Mogues é uma comuna francesa na região administrativa de Grande Leste, no departamento das Ardenas. Estende-se por uma área de 8,26 km². Em 2010 a comuna tinha 237 habitantes (densidade: 28,7 hab./km²).